# Walpole (Western Australia)

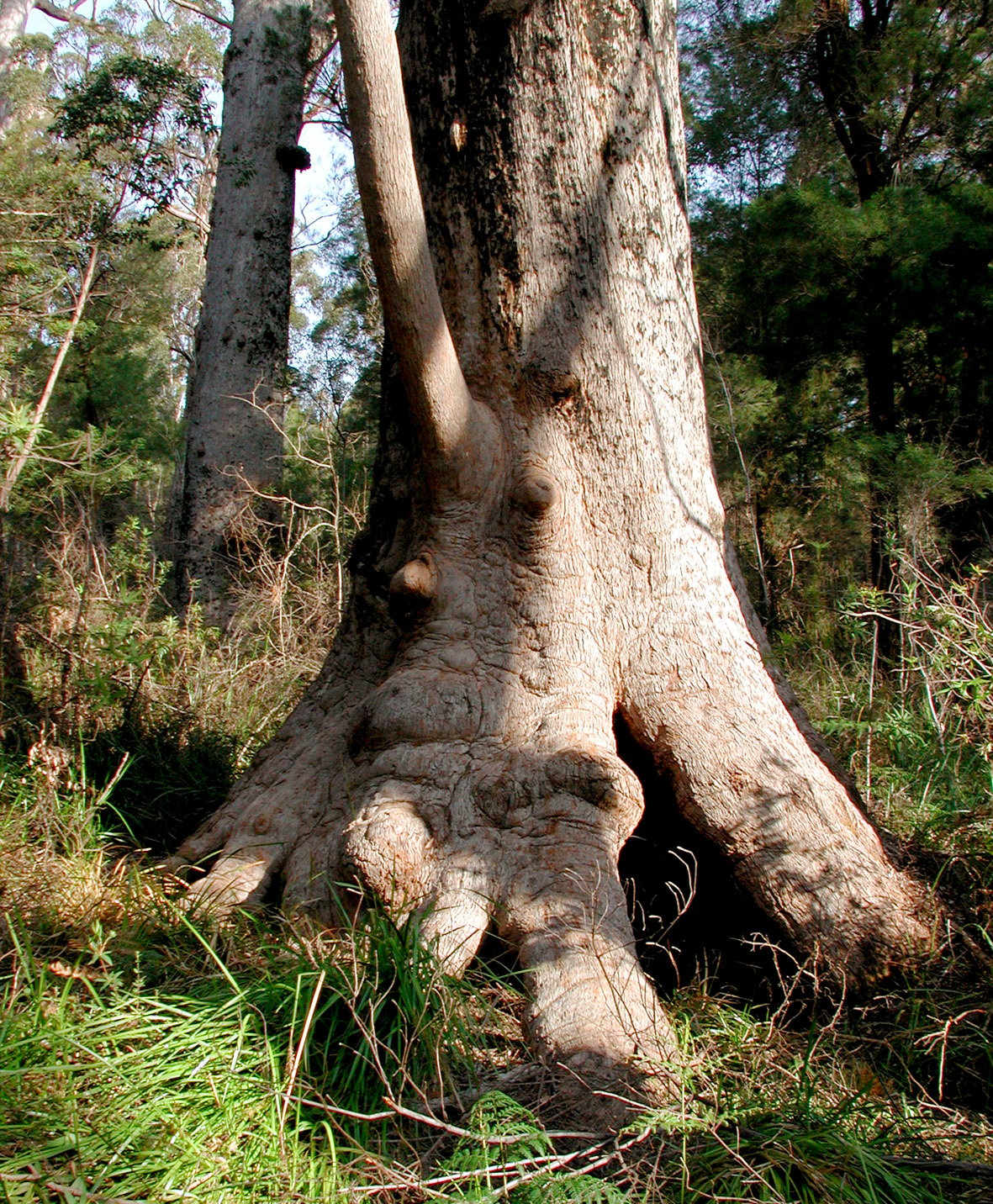
Einer der riesigen Tingle Tree im Walpole-Noralup-Park

Walpole, bis 1934 Norlup genannt, ist eine Stadt in Western Australia, 432 Kilometer von Perth und 66 Kilometer von Denmark entfernt. Erreicht werden kann der Ort mit 321 Einwohnern auf dem South Western Highway.

## Geschichte
Die Bucht, in der der Ort liegt, wurde bereits 1831 vom Kapitän Thomas Bannister entdeckt. Der erste Siedler war Pierre Bellanger mit seiner Familie im Jahre 1909 und ein Teil dieses Gebiets wurde bereits 1910 für einen Nationalpark abgegrenzt. Die Besiedelung in größerem Maßstab begann in den 1930er Jahren und die Eisenbahn erreichte 1929 diesen Ort.
Gouverneur James Stirling benannte den Ort Walpole nach dem Kapitän W. Walpole, der in die Gegend im Jahre 1808 mit der HMS Warspite kam. Da später angenommen wurde, dass Walpole als Stadtnamen bereits auf Tasmanien vergeben war, wurde der Ort offiziell Nornalup benannt. Als sich 1934 herausstellte, dass es kein Walpole gab, wurde der Ort wieder wie ursprünglich Walpole genannt.

## Heute
Die Bewohner des Ortes arbeiten in der Land- oder Fischwirtschaft oder für die Touristen. Durch Walpole führt der Bibbulmun Track hindurch. Der Ort mit seiner Umgebung hat sich weitestgehend zu einem Feriengebiet entwickelt. In Ortsnähe befinden sich Sandstrände und große Vorkommen der hochgewachsenen „Red Tingle“ (Eucalyptus jacksonii) und Karribäume (Eucalyptus diversicolor). Diese können auf einem Baumkronenpfad in 40 Meter Höhe von den zahlreichen Besuchern des Walpole-Nornalup-Nationalparks in ungewöhnlicher Perspektive betrachtet werden.

## Weblink
- Seite walpole.org

## Einzelnachweis
1. ↑  Walpole (L) (Urban Centre/Locality). 2016 Census Quickstat. Australian Bureau of Statistics, 27. Juni 2017, abgerufen am 7. April 2020 (englisch).